# Väinö Tanner
Väinö Alfred Tanner (Helsinque, 12 de março de 1881 – Helsinque, 19 de abril de 1966) foi um político finlandês. Tanner foi pioneiro e líder do cooperativismo na Finlândia, e primeiro-ministro da Finlândia de 1926 a 1927.

## Vida
Tanner nasceu em Helsinque como filho de um ferroviário de meios modestos. Depois de se matricular em 1900, ele estudou na faculdade de negócios Suomen Liikemiesten Kauppaopisto (uma das duas predecessoras da atual Business College Helsinki). Ele também estudou direito, graduando-se como jurista em 1911.
Tanner começou a trabalhar como estagiário na Großeinkaufs-Gesellschaft Deutscher Consumvereine (GEG) em Hamburgo, Alemanha, ainda estudante, e em 1903, após retornar à Finlândia, tornou-se gerente da Turun Vähäväkisten Osuusliike, então a maior sociedade cooperativa de varejo da Finlândia. Mais tarde, ele foi nomeado para o conselho de supervisão da cooperativa Elanto, com sede em Helsinque, em 1907, e também se tornou presidente da Suomen Osuuskauppojen Keskuskunta (SOK) em 1909 e CEO da Elanto em 1915. Ele também atuou como presidente da International Co-operative Alliance (ICA) de 1927 até 1945.
Ele não participou da Guerra Civil Finlandesa, mantendo uma atitude neutra. Quando a guerra terminou, ele se tornou o principal político do Partido Social Democrata (SDP) da Finlândia e um forte defensor do sistema parlamentar. Sua principal conquista foi a reabilitação do SDP após a Guerra Civil. Väinö Tanner serviu como Primeiro Ministro (1926–1927), Ministro das Finanças (1937–1939), Ministro das Relações Exteriores (1939–1940), e depois da Guerra de Inverno Ministro do Comércio e Indústria (1941–1942) e Ministro das Finanças (1942-1944).
O legado de Väinö Tanner está em dirigir a classe trabalhadora finlandesa de sua ideologia extremista para o progresso pragmático através do processo democrático. Sob sua liderança, os social-democratas foram confiados para formar um governo minoritário já menos de 10 anos após a sangrenta guerra civil. O governo socialista minoritário de Tanner aprovou uma série de reformas sociais importantes durante seu mandato, que incluíam uma lei de anistia liberal, redução de impostos sobre alimentos importados e leis de pensão e seguro de saúde.
Durante a breve doença do presidente Relander, Tanner, que ocupou o cargo de primeiro-ministro, foi até o presidente interino e comandante-em-chefe. Nessa função, ele até recebeu o desfile dos guardas brancos no 10º aniversário da vitória branca. Isso foi percebido como um desenvolvimento notável na época. Durante as décadas de 1930 e 1940, os social-democratas formaram vários governos de coalizão com o Partido Agrário. Na Guerra de Inverno, Väinö Tanner foi o ministro das Relações Exteriores. A liderança de Väinö Tanner foi muito importante na formação das bases e na criação do Espírito da Guerra de Inverno que uniu a nação.
Após o fim da Guerra de Continuação, Tanner foi julgado pela responsabilidade pela guerra em fevereiro de 1946, e condenado a cinco anos e seis meses de prisão.
 

Após a Guerra de Continuação, e ainda na prisão, Tanner tornou-se o líder virtual de uma facção do SDP que tinha forte apoio dos EUA. Essa facção finalmente saiu por cima depois de muitos conflitos internos partidários que duraram grande parte da década de 1940. Tanner criticou a doutrina finlandesa do pós-guerra conhecida como doutrina Paasikivi-Kekkonen, na qual as relações exteriores finlandesas eram mantidas estritamente neutras e amigáveis com a URSS. Tanner conseguiu retornar ao parlamento finlandês como representante nas eleições parlamentares de 1951. O então ministro interino das Relações Exteriores, Åke Gartz, insistiu que o chefe do Partido Social Democrata Finlandês Emil Skogdeve tentar manter Tanner longe da festa. Tanner iria ganhar a eleição de presidente do SDP em 1957. Tanner venceu a corrida por 1 voto. O partido foi dividido internamente devido ao passado controverso de Tanner e, eventualmente, alguns representantes se separaram e formaram um novo partido chamado Sindicato Social Democrata de Trabalhadores e Pequenos Proprietários, também conhecido como TPSL. A TPSL finalmente se reuniu com o SDP em dezembro de 1972.